# Ligularia intermedia
Ligularia intermedia là một loài thực vật có hoa trong họ Cúc. Loài này được Nakai mô tả khoa học đầu tiên năm 1917.